# Stade de Wembley
Cet article concerne le stade inauguré en 2007. Pour l'ancien stade, voir Stade de Wembley (1923). Pour le quartier, voir Wembley.
Wembley Stadium (souvent appelé simplement Wembley [ˈwɛmbli], ou parfois New Wembley) est un stade avec une capacité réelle de qualité de vue optimale de 90 000 personnes situé à Wembley, dans le borough londonien de Brent au nord-ouest de Londres, en Angleterre. Ce stade national est détenu par la Fédération d'Angleterre de football (The Football Association) par l'intermédiaire de sa filiale Wembley National Stadium Limited, et son usage principal est pour les matchs à domicile de l'équipe d'Angleterre de football. De plus, Wembley reçoit chaque année les finales des principales compétitions du football anglais. Il est également utilisé pour des concerts et d'autres événements sportifs majeurs.
Avec 90 000 sièges, le stade a la deuxième plus grande capacité en Europe après le Camp Nou de Barcelone, et c'est l'un des plus grands stades du monde dont tous les sièges sont couverts. Immédiatement après son ouverture, il a souvent été appelé le « New Wembley Stadium » pour le distinguer de l'ancienne enceinte du même nom. À son inauguration en 2007, ce stade était le plus coûteux jamais construit. Cette arène ultramoderne fut l'un des principaux stades des Jeux olympiques d'été de 2012 avec l'accueil de la compétition de football.

## Histoire

### Football
La nouvelle enceinte de Wembley est prévue pour accueillir 90 000 spectateurs dans des conditions optimales de confort et de sécurité. La construction débute en juin 2004 et devait initialement s'achever au printemps 2006. Après un retard de près d'un an et un coût de 1,5 milliard d'euros, la remise des clés est faite en mars 2007, de sorte que la finale de la FA Cup 2007 a pu se tenir à Wembley. Avant cela, la finale du FA Trophy s'y est déroulée le 12 mars 2007. À cette occasion, Jeff Kenna des Kidderminster Harriers et Steve Guppy de Stevenage Borough deviennent les deux premiers joueurs à avoir joué dans les deux stades de Wembley, l'ancien et le nouveau.
Malgré ces retards et les dépassements de budgets, le nouveau Wembley est l'une des pièces maitresses de l'organisation des Jeux olympiques d'été de 2012.
Une arche de 133 mètres de hauteur surplombe le stade.
Le 24 mars 2007, la nouvelle enceinte de Wembley a accueilli un match amical entre les espoirs anglais et italiens, match qui s'est achevé 3-3 avec un triplé de Gianpaolo Pazzini pour l'Italie, ouvrant le bal après seulement 29 secondes de jeu, devant 55 700 spectateurs.
L'inauguration officielle du nouveau Wembley eut lieu le 19 mai 2007 à l'occasion de la finale de la coupe d'Angleterre de football. La finale opposa Manchester United à Chelsea devant 89 826 spectateurs.
L'équipe nationale d'Angleterre effectua son premier match dans la nouvelle enceinte sportive, le 1er juin 2007, à l'occasion d'une rencontre amicale disputée contre l'équipe nationale du Brésil, dont le score est de 1 partout, avec une audience de 88 745 spectateurs.
Lors de la saison 2017-2018 et jusqu'à avril 2019, le stade accueille tous les matchs à domicile du club londonien de Tottenham Hotspur dont le stade, White Hart Lane, est en rénovation.

### Concerts
Les 9 et 10 juin 2007, George Michael est le tout premier à se produire dans le nouveau stade de Wembley en réunissant 172 000 personnes au total sur les deux concerts,.
Les 16 et 17 juin 2007, Muse se produit pour deux concerts qui attirent 180 000 personnes au total, devenant le premier groupe de rock à jouer au stade de Wembley ainsi que le premier à s'y produire à guichets fermés,.
Le 7 juillet 2007, le Live Earth s'est arrêté à Londres pour un concert réunissant 23 chanteurs, chanteuses et groupes. Le concert s'est déroulé dans ce stade. Madonna, The Black Eyed Peas, Red Hot Chili Peppers, Genesis, Metallica et plusieurs autres se sont produits durant cette journée.
Une scène du film 28 Semaines plus tard (avec Robert Carlyle, sorti en 2007 sur les écrans français) est censée se dérouler dans ce stade (le film se déroulant à Londres) mais elle a en réalité été tournée au Millenium Stadium de Cardiff (Pays de Galles).
En juin 2008, les Foo Fighters se produisent deux soirs (avec Jimmy Page et John Paul Jones en guest stars) et en sortent un DVD. Ils ont réuni à cette occasion 86 000 spectateurs.
En juillet 2009, le groupe Oasis se produit 3 soirs les 9, 11 et 12 juillet, à guichets fermés.
Les 10, 11 et 12 juillet 2015, Ed Sheeran se produit au stade de Wembley et est le premier artiste à y jouer solo, sans groupe l'accompagnant. Les trois concerts à guichets fermés réunissent 80 000 personnes par soir, Ed Sheeran jouant devant 240 000 personnes au total,.
Les 2 et 3 juillet 2016, Beyoncé se produit à Wembley dans le cadre de sa tournée mondiale The Formation World Tour.
Le 28 juin 2017, Adele établit le record d'affluence au stade de Wembley avec 98 000 personnes en un seul concert,,.
Les 22 et 23 juin 2018, Taylor Swift se produit à Wembley pour sa cinquième tournée mondiale Reputation Stadium Tour.
Les 1er et 2 juin 2019, le groupe coréen BTS se produit à Wembley pour sa tournée additionnelle Love Yourself: Speak Yourself, à la suite de leur tournée mondiale Love Yourself qui a eu lieu en 2018. Ils se sont produits 2 soirs, devant 114 583 personnes en tout.
Le 3 septembre 2022 a lieu un concert hommage à Taylor Hawkins organisé par les Foo Fighters et sa famille.

### Rugby à XIII
Chaque année à la fin août se déroule un événement traditionnel du rugby à XIII, la finale de la Challenge Cup qui réunit 85 000 spectateurs environ (à noter le record d'affluence de 99 801 spectateurs dans l'ancien Wembley Stadium, battu en 1985 lors du match Wigan contre Hull, finale remportée par Wigan sur le score de 28 à 24).
Depuis août 2015 une statue regroupant cinq anciens illustres « treizistes » (Gus Risman, Billy Boston, Eric Ashton, Alex Murphy et Martin Offiah) côtoie celle du légendaire footballeur Bobby Moore à l'entrée du stade.

### Coupe du monde de rugby à XV 2015
Le record du nombre de spectateurs pour un match de rugby lors d'une Coupe du monde est battu lors de la rencontre entre l'Irlande et la Roumanie le 27 septembre 2015 avec 89 267 spectateurs.
| Poule C | Nouvelle-Zélande | 26 - 16 | Argentine |
| Poule D | Irlande          | 44 - 10 | Roumanie  |

## Événements

### Concerts
| Date              | Artiste                | Tournée                                  | Première partie                                                    |
| ----------------- | ---------------------- | ---------------------------------------- | ------------------------------------------------------------------ |
| 10 juin 2007      | George Michael         | 25 Live                                  |                                                                    |
| 16 juin 2007      | Muse                   | Black Holes and Revelations Tour         | The Streets / Rodrigo y Gabriela / Dirty Pretty Things / Zane Lowe |
| 17 juin 2007      | Muse                   | Black Holes and Revelations Tour         | My Chemical Romance / Biffy Clyro / Shy Child                      |
| 1er juillet 2007  | Concert for Diana (en) | Concert for Diana (en)                   | Concert for Diana (en)                                             |
| 7 juillet 2007    | Live Earth             | Live Earth                               | Live Earth                                                         |
| 8 juillet 2007    | Metallica              | Sick of the Studio '07                   | HIM / Machine Head / Mastodon                                      |
| 6 juin 2008       | Foo Fighters           | Echoes, Silence, Patience and Grace Tour | Against Me! / Supergrass                                           |
| 7 juin 2008       | Foo Fighters           | Echoes, Silence, Patience and Grace Tour | Jimmy Page / The Futureheads / Supergrass                          |
| 31 août 2008      | Moby                   |                                          | Pendulum / Carl Craig                                              |
| 11 septembre 2008 | Madonna                | Sticky and Sweet Tour                    |                                                                    |
| 26 juin 2009      | AC/DC                  | Black Ice World Tour                     | The Subways / The Answer                                           |
| 1er juillet 2009  | Take That              | Take That Presents: The Circus Live      | James Morrison / Gary Go                                           |
| 3 juillet 2009    | Take That              | Take That Presents: The Circus Live      | The Script / Gary Go                                               |
| 4 juillet 2009    | Take That              | Take That Presents: The Circus Live      | Lady Gaga / Gary Go                                                |
| 5 juillet 2009    | Take That              | Take That Presents: The Circus Live      | Lady Gaga / Gary Go                                                |
| 9 juillet 2009    | Oasis                  |                                          | The Enemy / Reverend and the Makers / Kasabian                     |
| 11 juillet 2009   | Oasis                  |                                          | The Enemy / Reverend and the Makers / Kasabian                     |
| 12 juillet 2009   | Oasis                  |                                          | The Enemy / Reverend and the Makers / Kasabian                     |
| 14 août 2009      | U2                     | U2 360° Tour                             | Elbow / The Hours                                                  |
| 15 août 2009      | U2                     | U2 360° Tour                             | Glasvegas / The Hours                                              |
| 18 septembre 2009 | Coldplay               | Viva la Vida Tour                        | Jay-Z / Girls Aloud / White Lies                                   |
| 19 septembre 2009 | Coldplay               | Viva la Vida Tour                        |                                                                    |
| 19 juin 2010      | Green Day              | 21st Century Breakdown World Tour        | Joan Jett / Frank Turner                                           |
| 10 septembre 2010 | Muse                   | The Resistance Tour                      | Lily Allen / White Rabbits / The Big Pink                          |
| 11 septembre 2010 | Muse                   | The Resistance Tour                      | White Lies / Biffy Clyro / I Am Arrows                             |
| 30 juin 2011      | Take That              | Progress Live 2011                       | Pet Shop Boys                                                      |
| 1er juillet 2011  | Take That              | Progress Live 2011                       | Pet Shop Boys                                                      |
| 2 juillet 2011    | Take That              | Progress Live 2011                       | Pet Shop Boys                                                      |
| 3 juillet 2011    | Take That              | Progress Live 2011                       | Pet Shop Boys                                                      |
| 4 juillet 2011    | Take That              | Progress Live 2011                       | Pet Shop Boys                                                      |
| 5 juillet 2011    | Take That              | Progress Live 2011                       | Pet Shop Boys                                                      |
| 8 juillet 2011    | Take That              | Progress Live 2011                       | Pet Shop Boys                                                      |
| 9 juillet 2011    | Take That              | Progress Live 2011                       | Pet Shop Boys                                                      |
| 15 juin 2013      | Bruce Springsteen      | Wrecking Ball World Tour                 |                                                                    |
| 22 juin 2013      | The Killers            |                                          | James / The Gaslight Anthem                                        |
| 29 juin 2013      | Robbie Williams        |                                          | Olly Murs                                                          |
| 30 juin 2013      | Robbie Williams        |                                          | Olly Murs                                                          |
| 1er juillet 2013  | Robbie Williams        |                                          | Olly Murs                                                          |
| 2 juillet 2013    | Robbie Williams        |                                          | Olly Murs                                                          |
| 5 juillet 2013    | Robbie Williams        |                                          | Olly Murs                                                          |
| 14 septembre 2013 | Roger Waters           | The Wall Live                            |                                                                    |
| 6 juin 2014       | One Direction          | Where We Are Tour                        | 5 Seconds of Summer                                                |
| 7 juin 2014       | One Direction          | Where We Are Tour                        | 5 Seconds of Summer                                                |
| 8 juin 2014       | One Direction          | Where We Are Tour                        | 5 Seconds of Summer                                                |
| 11 juillet 2014   | Eminem                 | The Rapture Tour                         |                                                                    |
| 12 juillet 2014   | Eminem                 | The Rapture Tour                         |                                                                    |
| 4 juillet 2015    | AC/DC                  | Rock or Bust World Tour                  | Vintage Trouble                                                    |
| 10 juillet 2015   | Ed Sheeran             | X Tour                                   | Foy Vance / OneRepublic                                            |
| 11 juillet 2015   | Ed Sheeran             | X Tour                                   | Example / Rudimental                                               |
| 12 juillet 2015   | Ed Sheeran             | X Tour                                   | Passenger / OneRepublic                                            |
| 4 juin 2016       | Bruce Springsteen      |                                          |                                                                    |
| 5 juin 2016       | Bruce Springsteen      |                                          |                                                                    |
| 15 juin 2016      | Coldplay               | Adventure of a Lifetime Tour             | Lianne La Havas / Alessia Cara                                     |
| 16 juin 2016      | Coldplay               | Adventure of a Lifetime Tour             | Lianne La Havas / Alessia Cara                                     |
| 18 juin 2016      | Coldplay               | Adventure of a Lifetime Tour             | Lianne La Havas / Alessia Cara                                     |
| 19 juin 2016      | Coldplay               | Adventure of a Lifetime Tour             | Lianne La Havas / Alessia Cara                                     |
| 24 juin 2016      | Rihanna                | Anti World Tour                          | Big Sean                                                           |
| 2 juillet 2016    | Beyoncé                | The Formation World Tour                 | DJ Magnum / Tiny Tempah / Zara Larsson                             |
| 3 juillet 2016    | Beyoncé                | The Formation World Tour                 | DJ Magnum / Tiny Tempah / Zara Larsson                             |
| 10 septembre 2016 | Billy Joel             |                                          |                                                                    |
| 17 juin 2017      | The Stone Roses        |                                          | Blossoms / Sleaford Mods                                           |
| 28 juin 2017      | Adele                  | Adele Live 2016                          |                                                                    |
| 29 juin 2017      | Adele                  | Adele Live 2016                          |                                                                    |
| 14 juin 2018      | Ed Sheeran             | Divide Tour                              | Jamie Lawson / Anne-Marie                                          |
| 15 juin 2018      | Ed Sheeran             | Divide Tour                              | Jamie Lawson / Anne-Marie                                          |
| 16 juin 2018      | Ed Sheeran             | Divide Tour                              | Jamie Lawson / Anne-Marie                                          |
| 17 juin 2018      | Ed Sheeran             | Divide Tour                              | Jamie Lawson / Anne-Marie                                          |
| 22 juin 2018      | Taylor Swift           | Reputation Stadium Tour                  | Camila Cabello / Charli XCX                                        |
| 23 juin 2018      | Taylor Swift           | Reputation Stadium Tour                  | Camila Cabello / Charli XCX                                        |
| 1er juin 2019     | BTS                    | Speak Yourself Tour                      |                                                                    |
| 2 juin 2019       | BTS                    | Speak Yourself Tour                      |                                                                    |
| 13 juin 2019      | Spice Girls            | Spiceworld Tour                          | Jess Glynne                                                        |
| 14 juin 2019      | Spice Girls            | Spiceworld Tour                          | Jess Glynne                                                        |
| 15 juin 2019      | Spice Girls            | Spiceworld Tour                          | Jess Glynne                                                        |
| 16 juin 2019      | / Fleetwood Mac        |                                          | The Pretenders                                                     |
| 18 juin 2019      | / Fleetwood Mac        |                                          | The Pretenders                                                     |
| 21 juin 2019      | Bon Jovi               | The House is Not For Sale Tour           | Manic Street Preachers                                             |
| 18 juin 2022      | Harry Styles           | Love on Tour                             | Mitski                                                             |
| 19 juin 2022      | Harry Styles           | Love on Tour                             | Mitski                                                             |
| 6 août 2022       | Westlife               | The Wild Dreams Tour                     |                                                                    |
| 3 septembre 2022  | Foo Fighters           | Concert hommage à Taylor Hawkins         |                                                                    |
| 13 juin 2023      | Harry Styles           | Love on Tour                             | Wet Leg                                                            |
| 14 juin 2023      | Harry Styles           | Love on Tour                             | Wet Leg                                                            |
| 16 juin 2023      | Harry Styles           | Love on Tour                             | Wet Leg                                                            |
| 17 juin 2023      | Harry Styles           | Love on Tour                             | Wet Leg                                                            |
| 8 août 2023       | Blur                   | Reunion Tour                             |                                                                    |
| 9 août 2023       | Blur                   | Reunion Tour                             |                                                                    |
| 18 août 2023      | The Weeknd             | After Hours til Dawn Tour                | Mike Dean / Kaytranada                                             |
| 21 juin 2024      | Taylor Swift           | The Eras Tour                            | Paramore                                                           |
| 22 juin 2024      | Taylor Swift           | The Eras Tour                            | Paramore                                                           |
| 23 juin 2024      | Taylor Swift           | The Eras Tour                            | Paramore                                                           |
| 29 juin 2024      | Green Day              | The Saviors Tour                         | Maid of Ice / Nothing But Thieves                                  |
| 25 juillet 2024   | Bruce Springsteen      |                                          |                                                                    |
| 27 juillet 2024   | Bruce Springsteen      |                                          |                                                                    |

### Sportifs
- Finale de la Coupe d'Angleterre de football (FA Cup), depuis 2007
- Community Shield, depuis 2007
- Finale de la Coupe d'Angleterre de rugby à XIII (Challenge Cup), depuis 2007
- Série internationale de la NFL, depuis 2007
- Race of Champions, 16 décembre 2007
- Finale du FA Trophy depuis 2007.
- Finale du FA Vase depuis 2007.
- Finale de la Coupe de la Ligue anglaise de football, depuis 2008
- Finale du Football League Trophy, depuis 2008
- Race of Champions, 14 décembre 2008
- Wembley Cup, 24 et 26 juillet 2009
- Finale de la Ligue des champions de l'UEFA 2010-2011, 28 mai 2011
- Football aux Jeux olympiques d'été de 2012
- Finale de la Ligue des champions de l'UEFA 2012-2013, 25 mai 2013
- Demi-finales de la Coupe du monde de rugby à XIII novembre 2013
- Coupe d'Europe de rugby à XV saison 2013-2014
- Coupe du monde de rugby à XV 2015
- Demi-finales et finale du Championnat d'Europe de football 2020
- Coupe intercontinentale des nations 2022
- Finale du Championnat d'Europe de football féminin 2022
- Finalissima féminine 2023
- AEW All In, 27 août 2023
- Finale de la Ligue des Champions 2023-2024
- AEW All In, 25 août 2024

#### Championnat d'Europe de football 2020
Huit matchs de l'Euro 2020 ont lieu au Stade de Wembley.
| Date            | Heure | Équipe 1   | Résultat                   | Équipe 2   | Tour                | Affluence |
| --------------- | ----- | ---------- | -------------------------- | ---------- | ------------------- | --------- |
| 13 juin 2021    | 15 h  | Angleterre | 1 - 0                      | Croatie    | 1er tour, groupe D  | 18 497    |
| 18 juin 2021    | 21 h  | Angleterre | 0 - 0                      | Écosse     | 1er tour, groupe D  | 20 306    |
| 22 juin 2021    | 21 h  | Tchéquie   | 0 - 1                      | Angleterre | 1er tour, groupe D  | 19 104    |
| 26 juin 2021    | 21 h  | Italie     | 2 - 1 a. p.                | Autriche   | Huitièmes de finale | 18 910    |
| 29 juin 2021    | 18 h  | Angleterre | 2 - 0                      | Allemagne  | Huitièmes de finale | 41 973    |
| 6 juillet 2021  | 21 h  | Italie     | 1 - 1 a. p. (4 t. a. b. 2) | Espagne    | Demi-finales        | 57 811    |
| 7 juillet 2021  | 21 h  | Angleterre | 2 - 1 a. p.                | Danemark   | Demi-finales        | 64 950    |
| 11 juillet 2021 | 21 h  | Italie     | 1 - 1 a. p. (3 t. a. b. 2) | Angleterre | Finale              | 67 173    |

## Identité visuelle

### Logo

Évolution du logo
Logo de 2007 à 2010.
Logo depuis 2010.

## Galerie

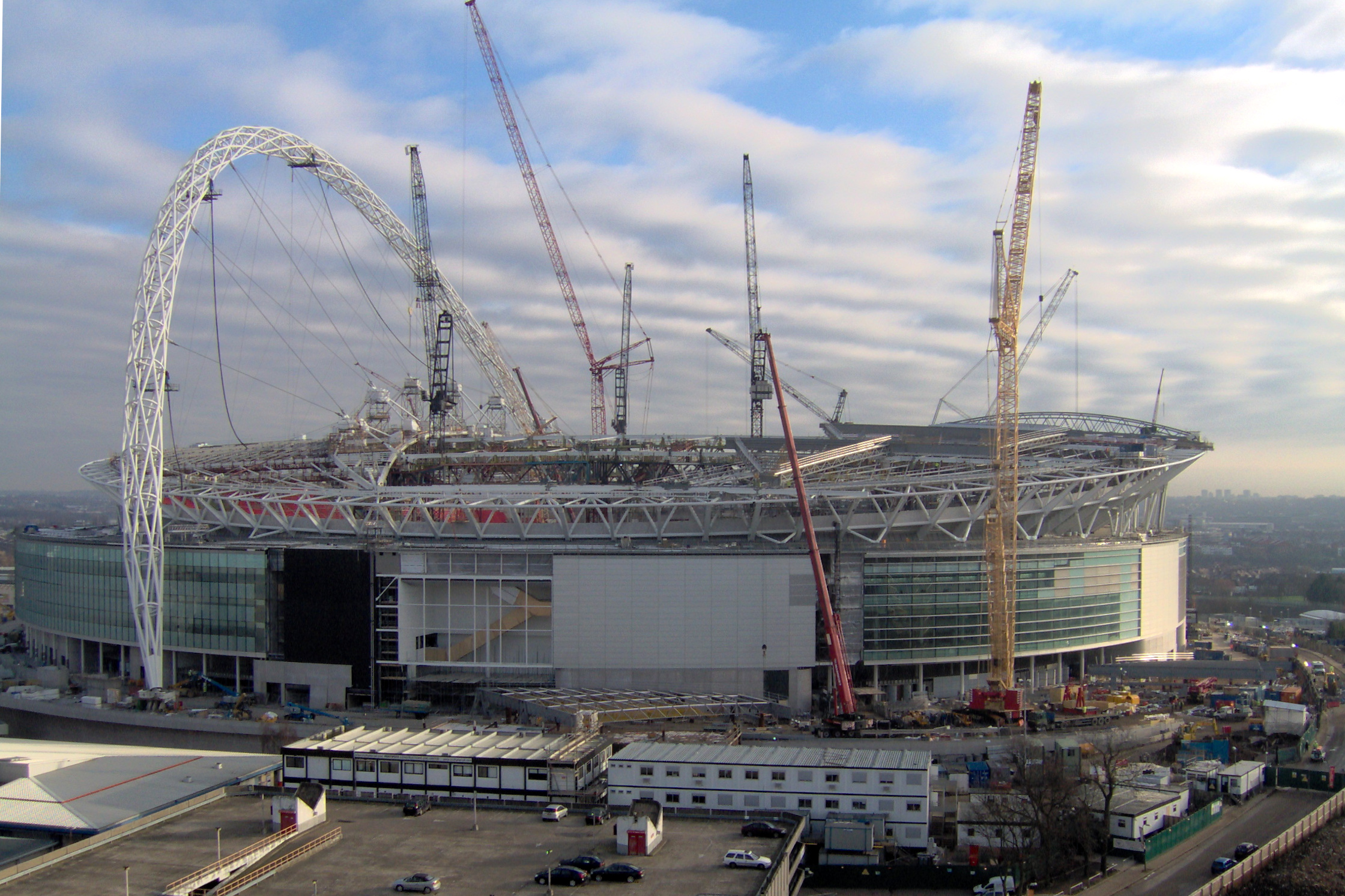
Construction en 2006.
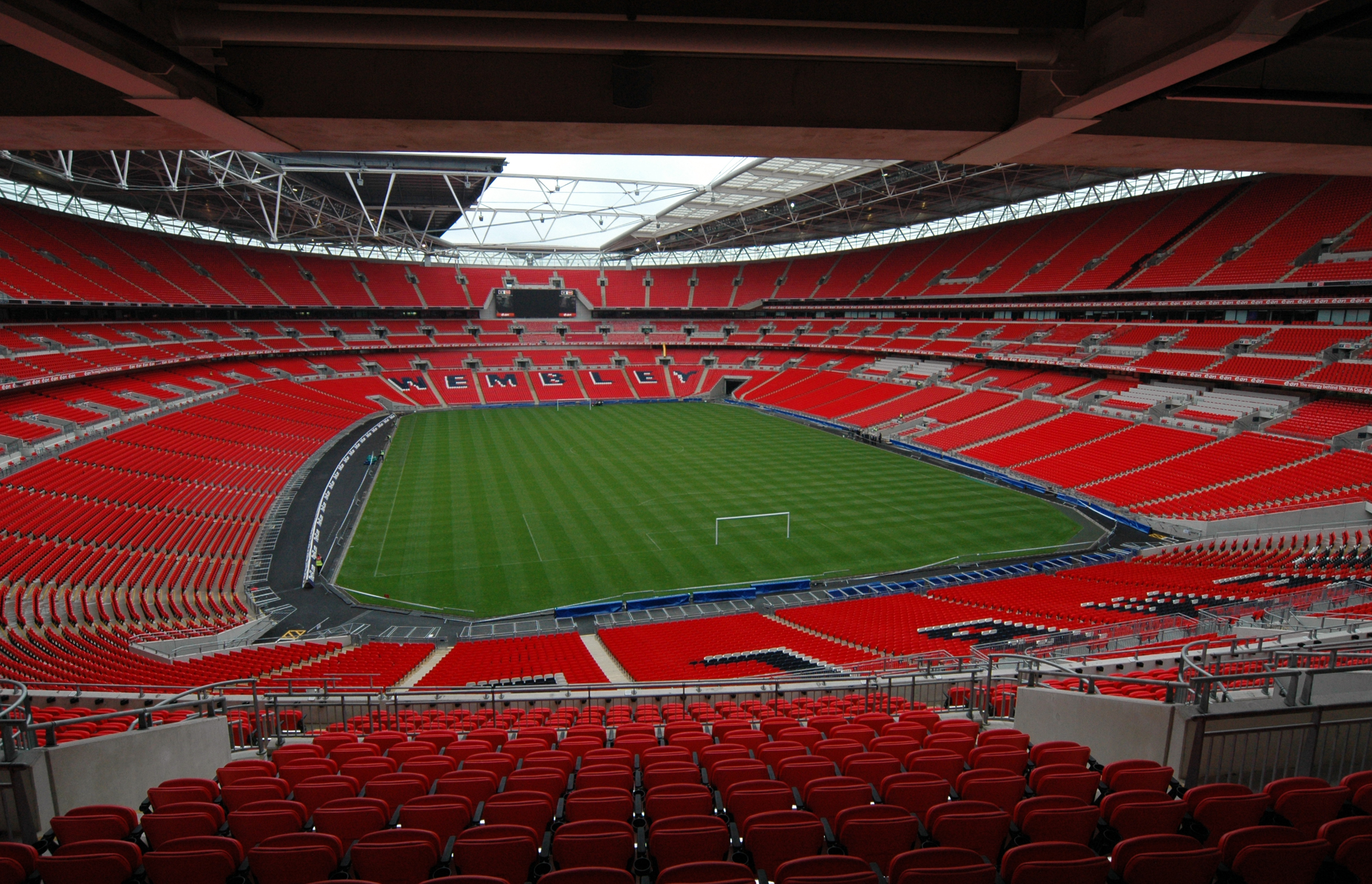
Intérieur.
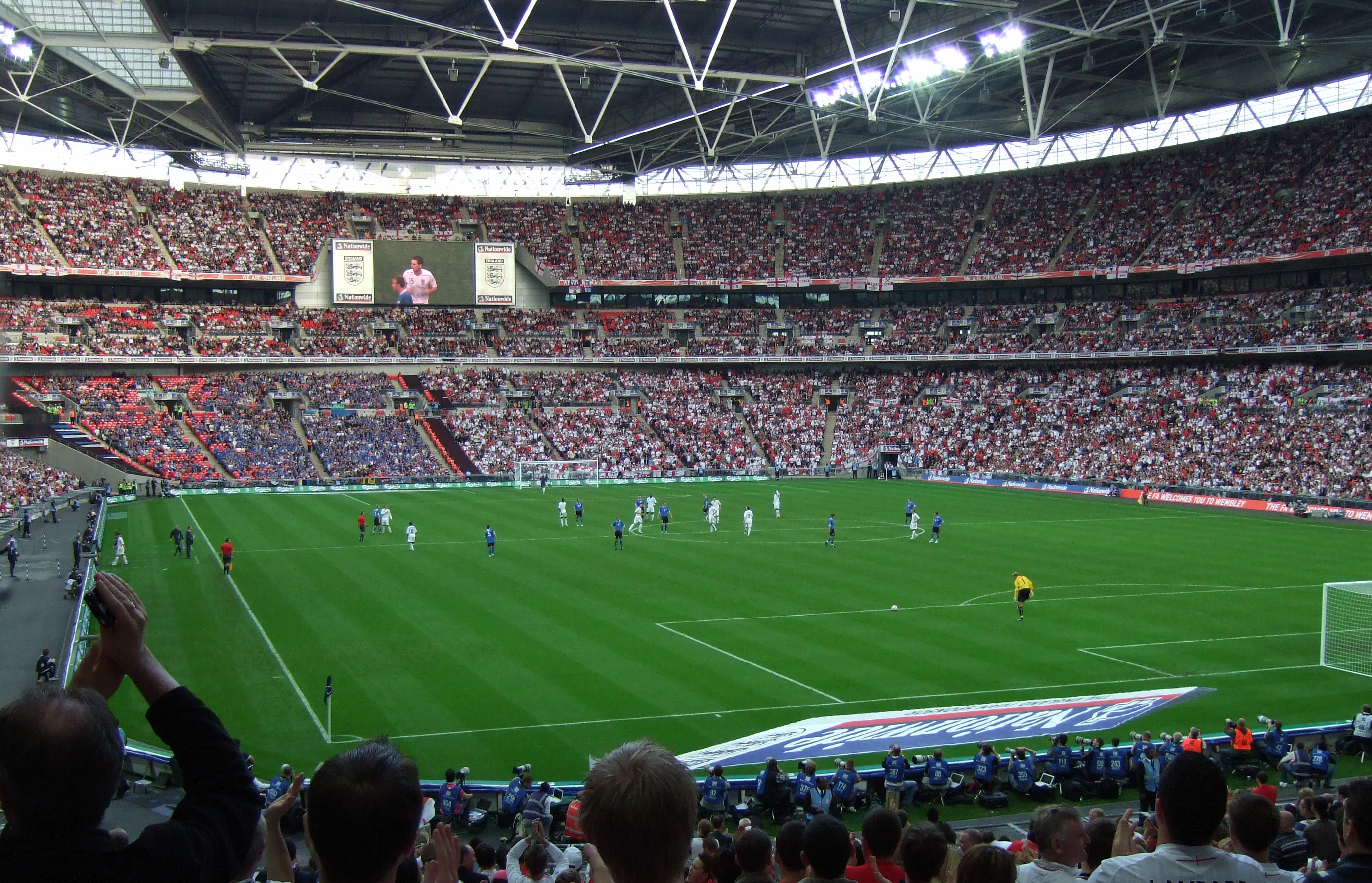
Match de football.
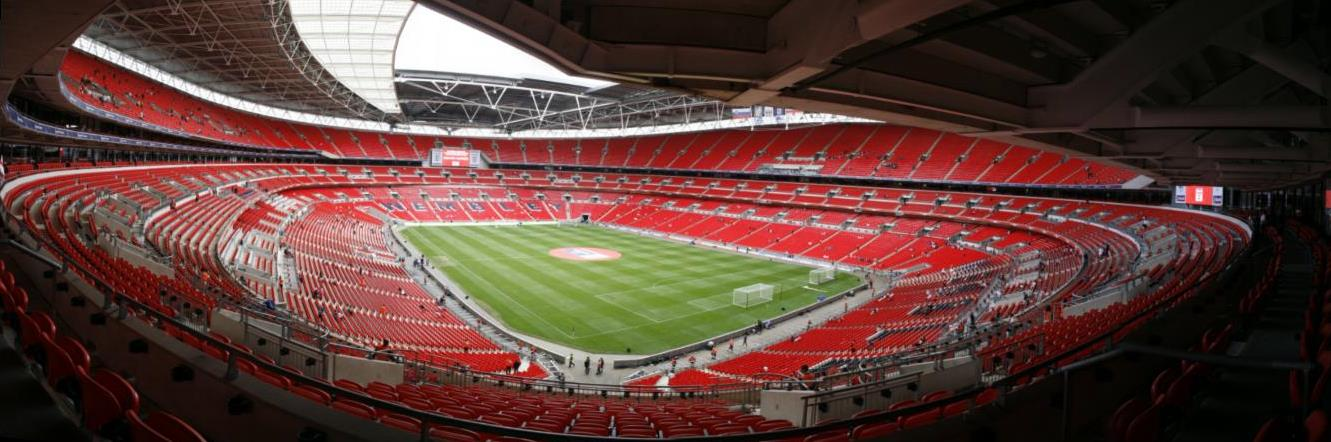
Panorama.
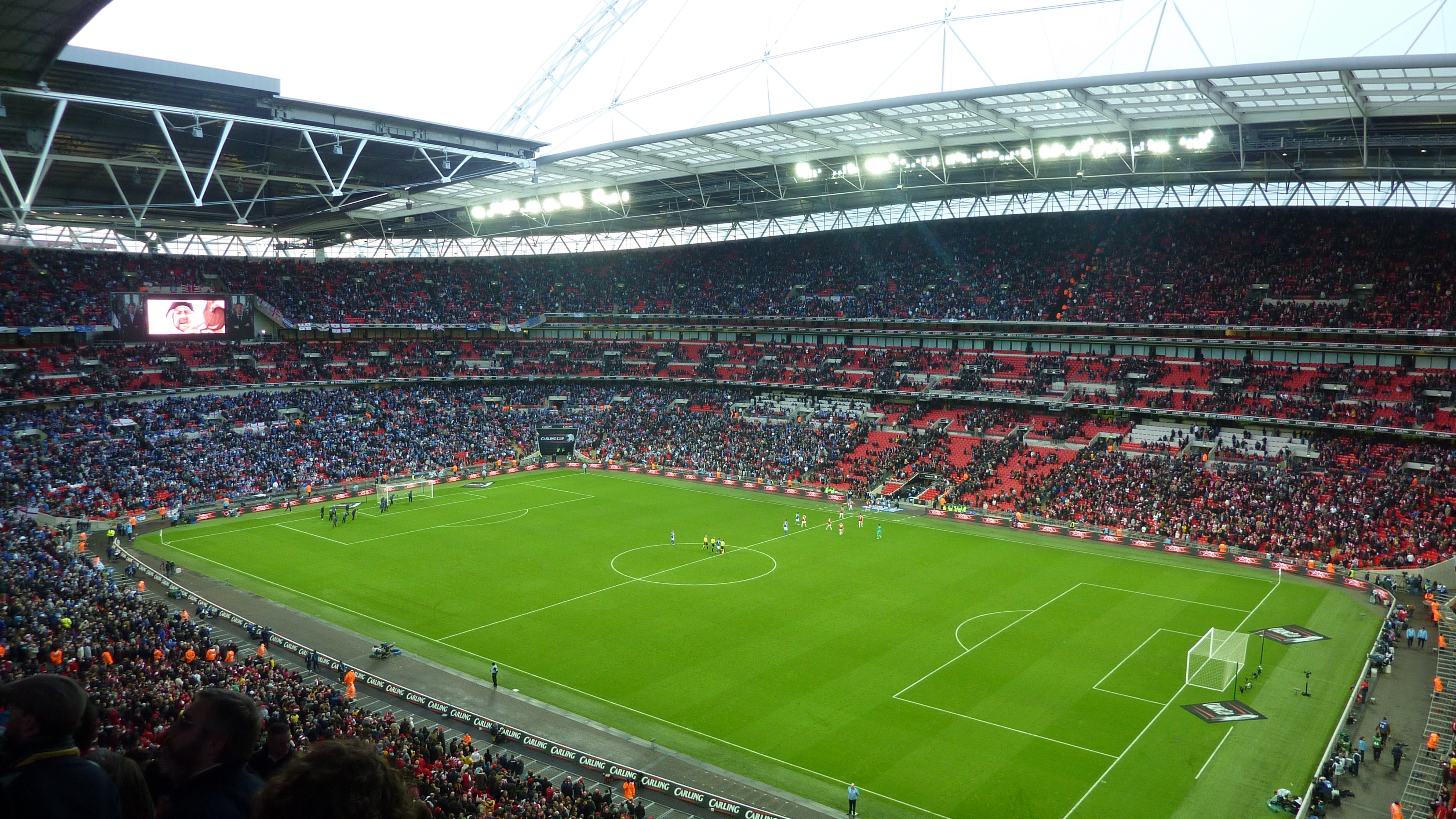
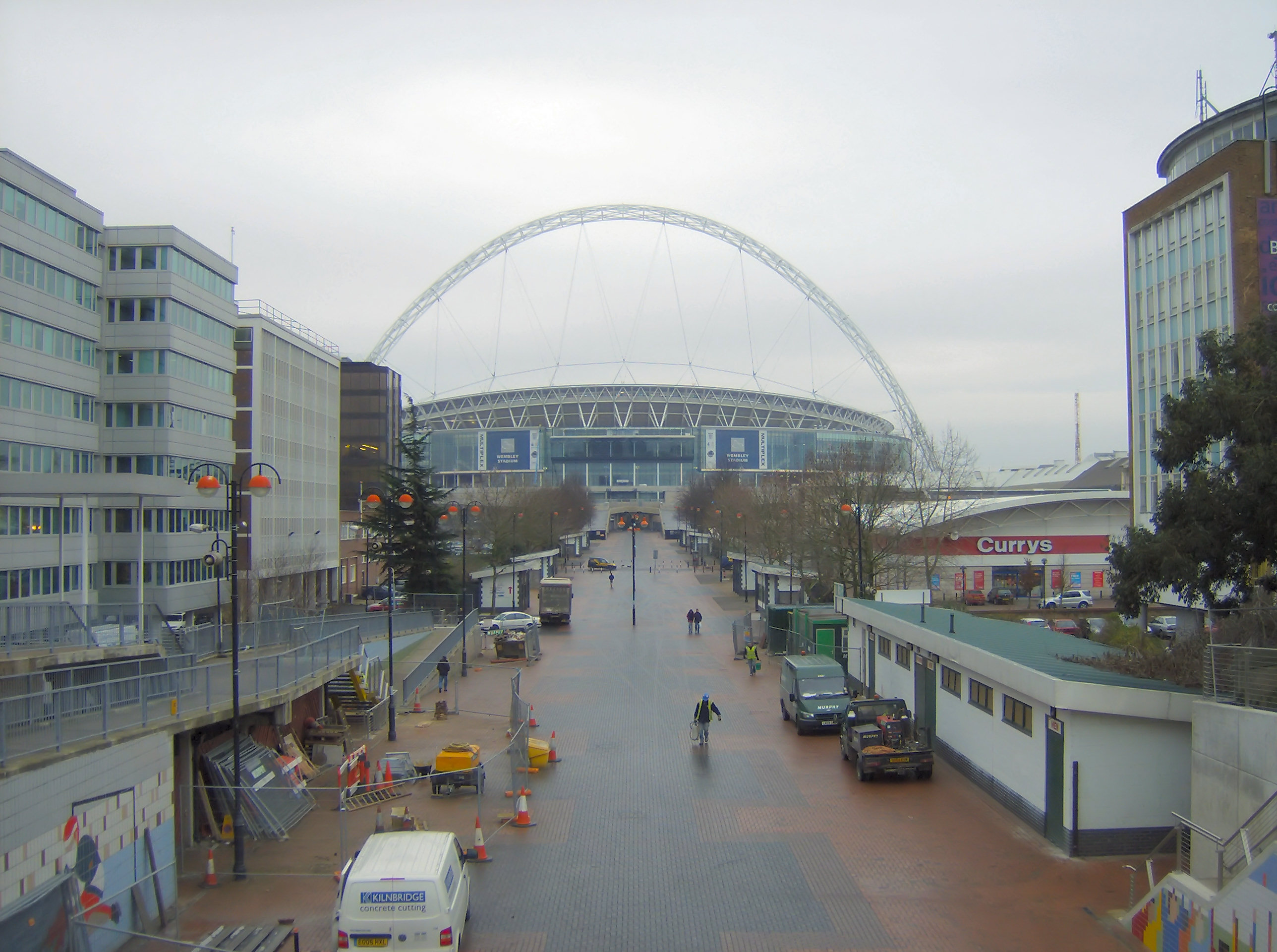
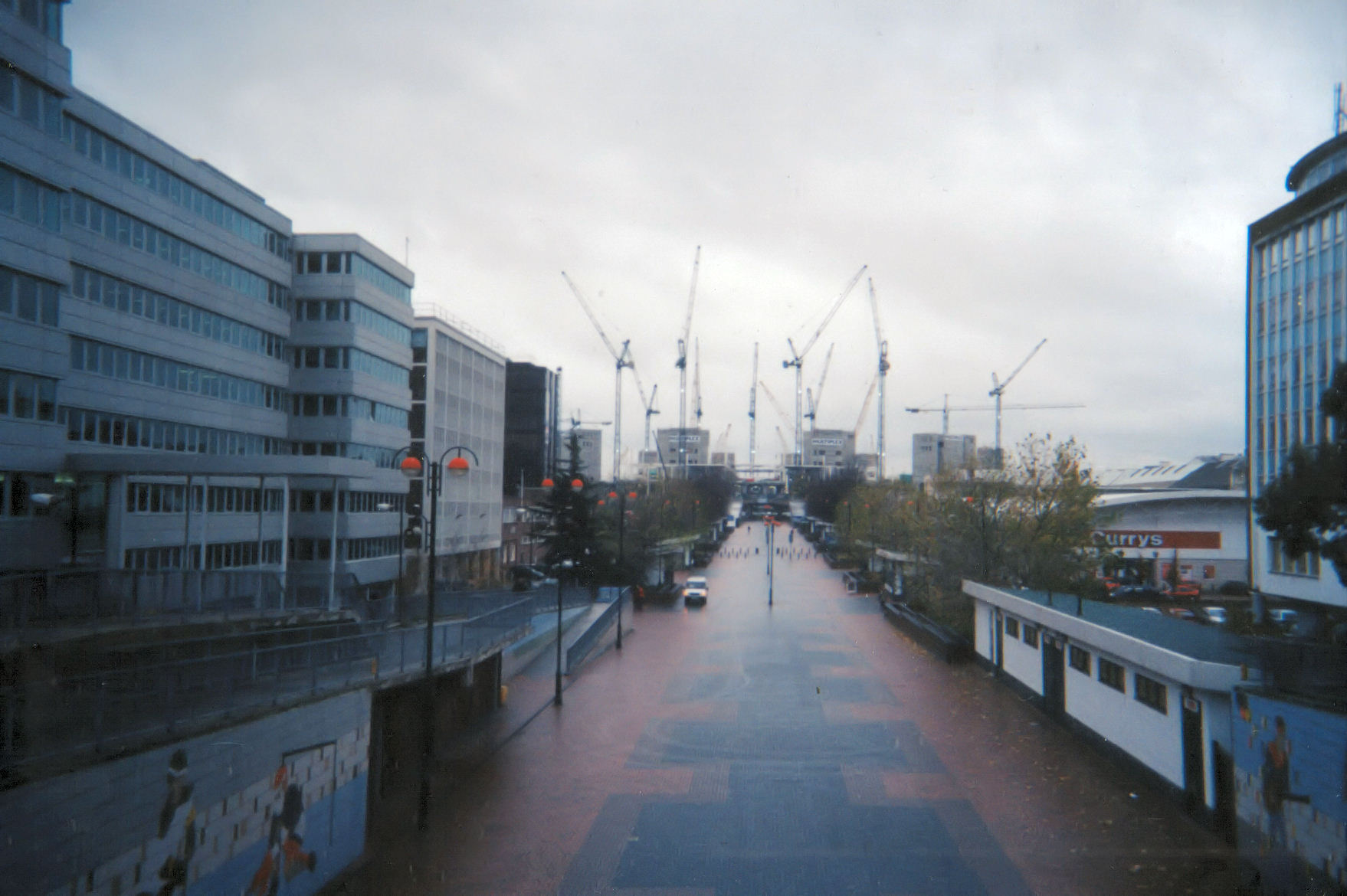
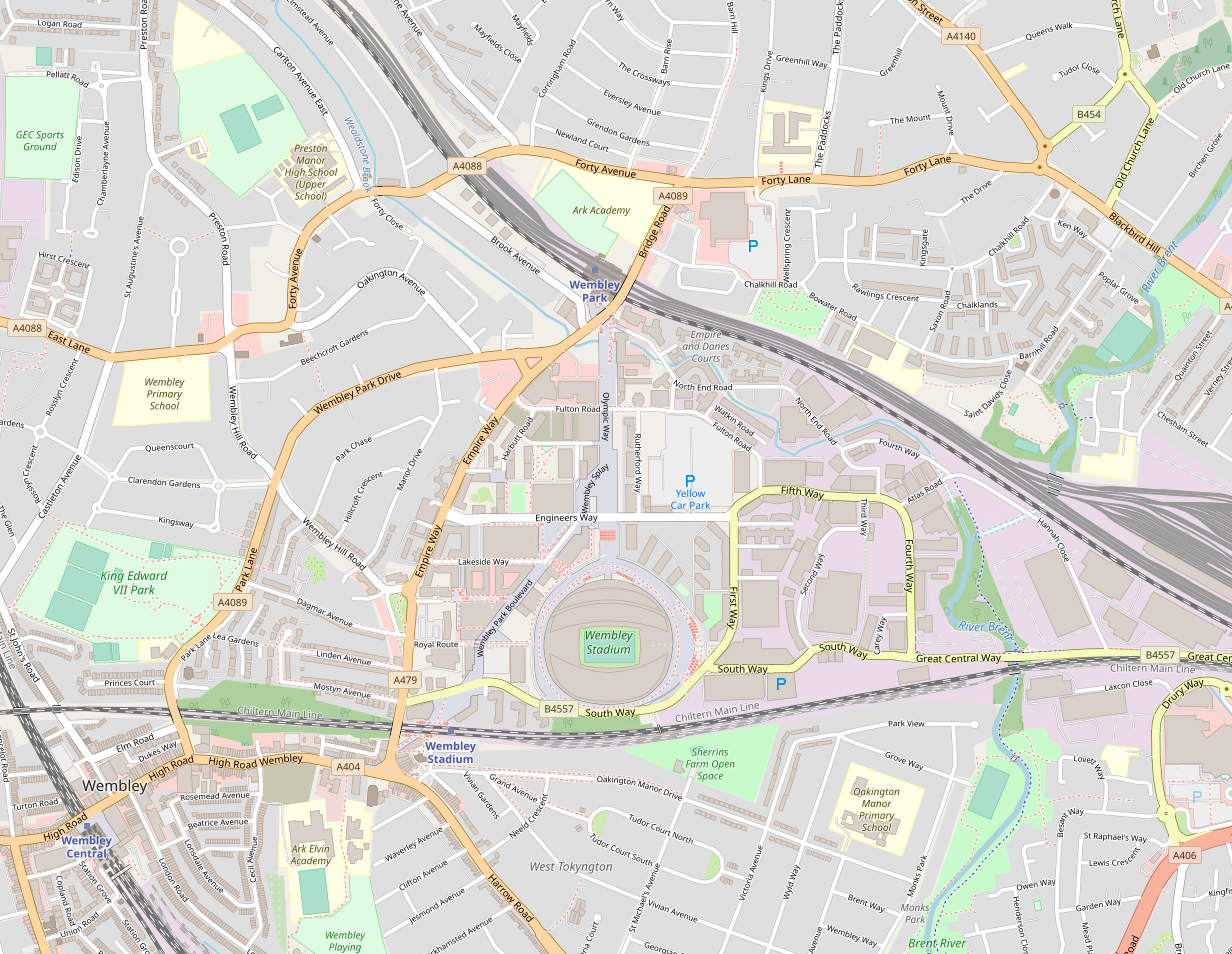
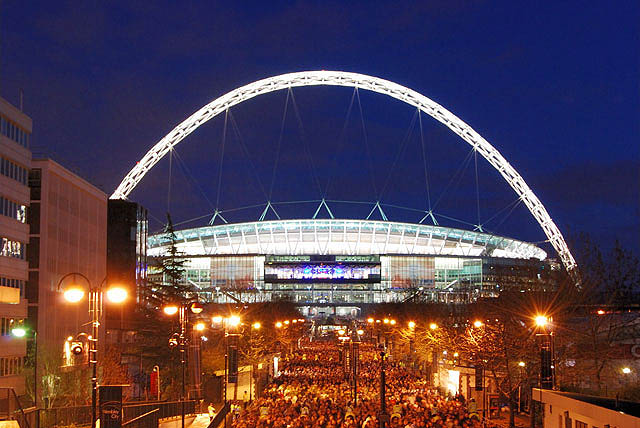
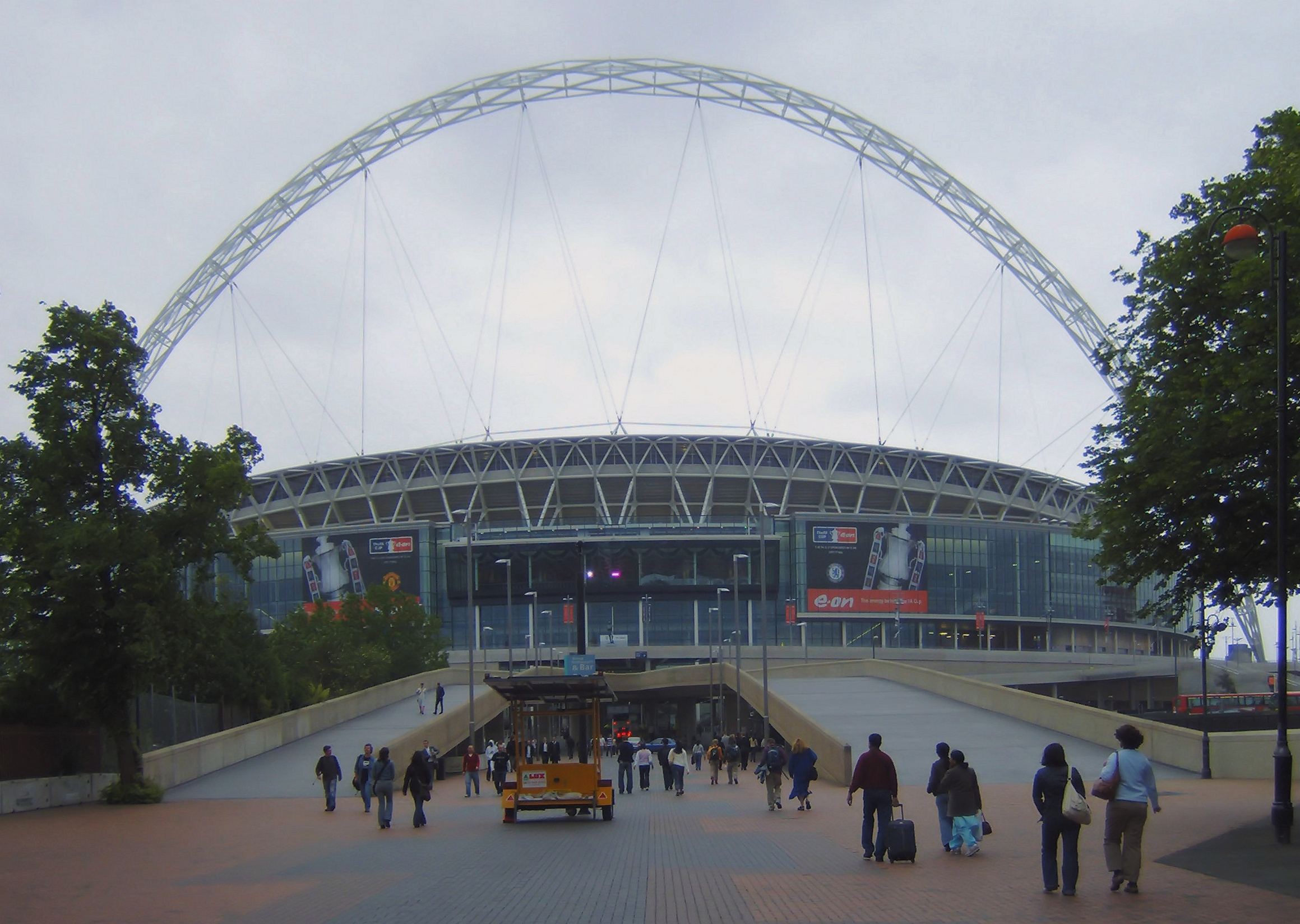
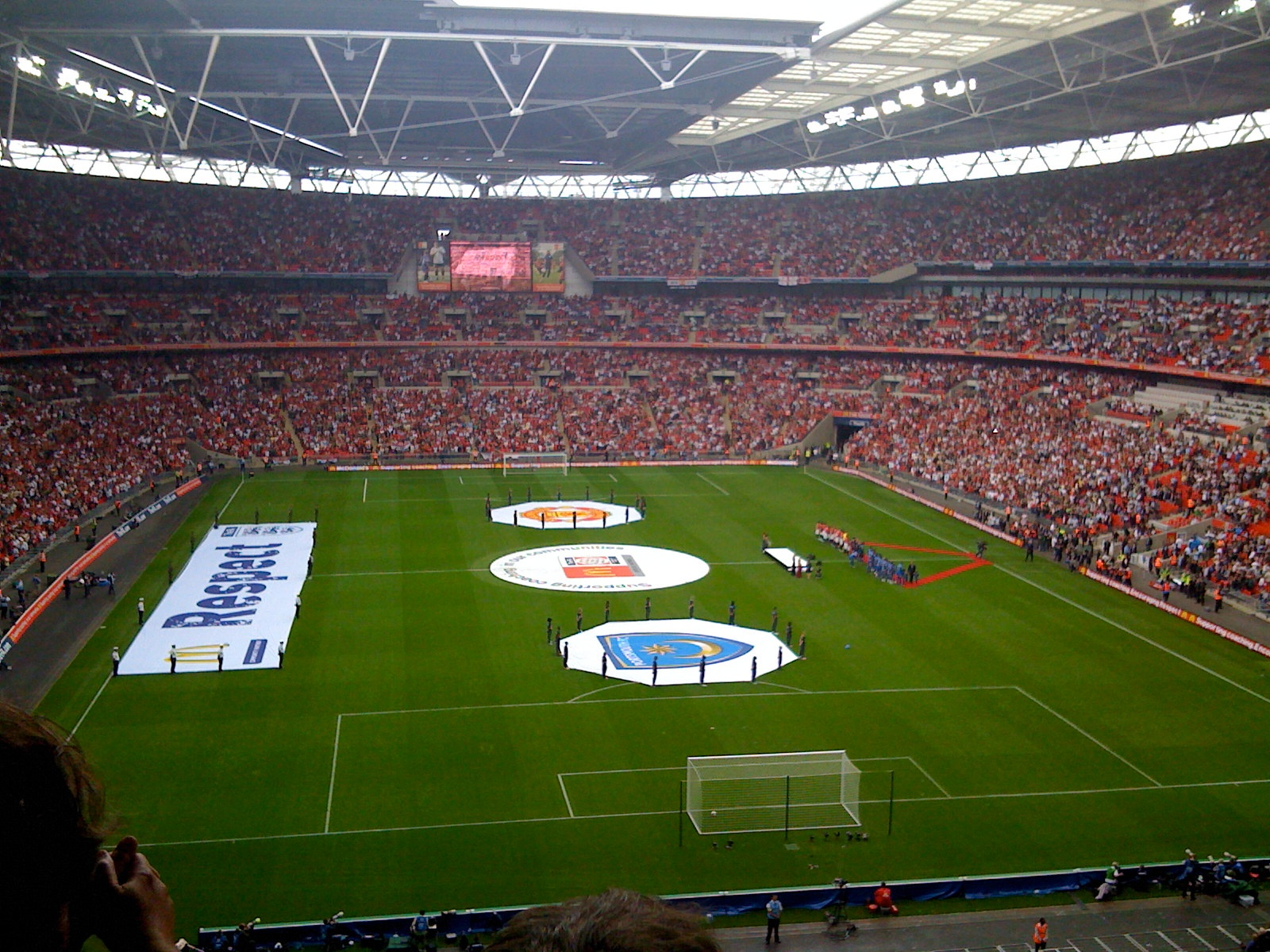
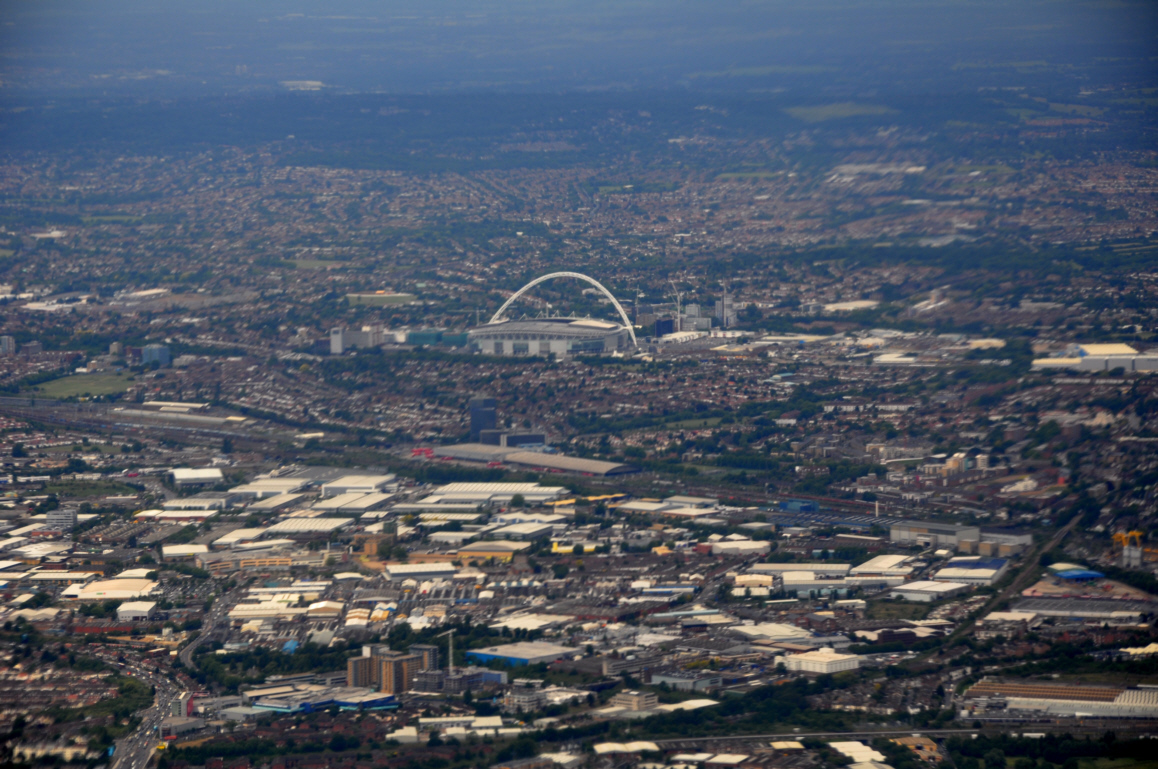
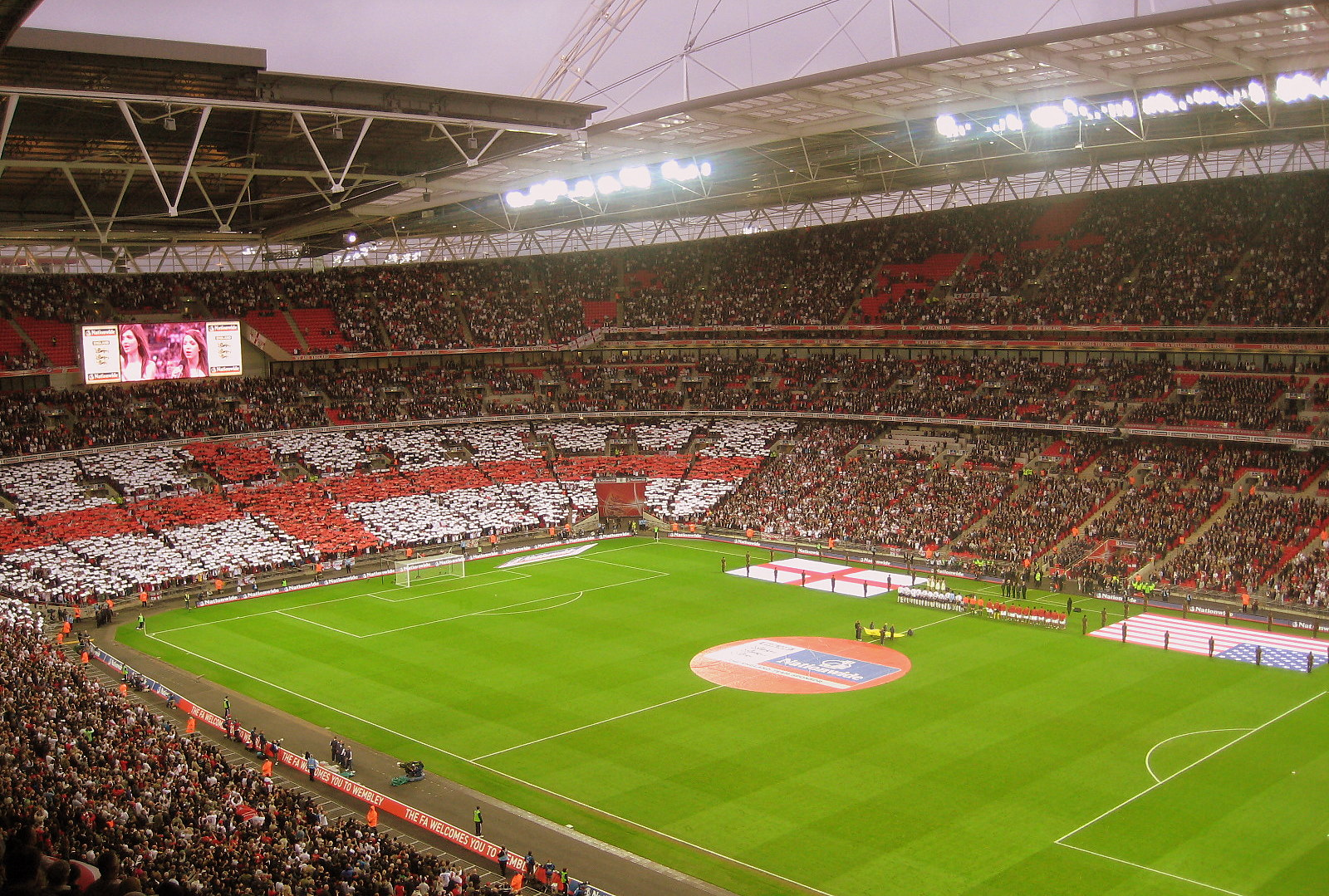